# 두젠타
두젠타(이탈리아어: Dugenta)는 이탈리아 캄파니아주 베네벤토도의 코무네다. 나폴리로부터 북동쪽으로 35km , 베네벤토 서쪽으로 30km 거리에 있다.